# Fernands riopa
Fernands riopa, ook wel vuurskink of prachtskink (Lepidothyris fernandi) is een hagedis uit de familie skinken (Scincidae).

## Naam en indeling
De wetenschappelijke naam van de soort werd voor het eerst voorgesteld door Edward Burton in 1836. Oorspronkelijk werd de naam Tiliqua fernandi gebruikt. De wetenschappelijke geslachtsnaam werd later Riopa, toen Lygosoma en later Mochlus, waardoor deze verouderde namen in de literatuur nog veel worden gebruikt.

## Verspreiding en habitat
De skink komt voor in grote delen van Afrika, maar wordt steeds zeldzamer omdat de hagedis geld waard is in de handel in exotische dieren. Het verspreidingsgebied beslaat Guinea, de Centraal-Afrikaanse Republiek, Congo-Kinshasa, Angola, Oeganda, Gabon, Sierra Leone, Burundi, Rwanda, Kenia, Ivoorkust, Ghana, Togo, Benin, Nigeria en Kameroen. In sommige landen echter zijn er wel exemplaren aangetroffen door herpetologen, maar deze zijn later nooit bevestigd, sommige waarnemingen zijn al tientallen jaren oud.

## Uiterlijke kenmerken
De skink wordt groter dan gelijkende soorten, zoals Sundevalls riopa (Mochlus sundevalli) die een totale lichaamslengte van 20 centimeter bereikt. Fernands riopa wordt ongeveer 32 tot 37 cm lang. De jongen zijn bij hun geboorte ongeveer acht cm inclusief staart.
Fernands riopa wordt ook wel vuurskink genoemd vanwege de gele en rode tekening die zich echter moeilijk laat omschrijven vanwege de grote variatie, wat samenhangt met het grote verspreidingsgebied. De meeste exemplaren hebben een zeer brede geelbruine tot goudgele longitudinale band op de rug tot bovenaan de flanken die bij de staartwortel omslaat naar zwart. Aan de zijkant van de staart bevinden zich kleine witte vlekjes die afsteken tegen de zwarte ondergrond, en de gehele flank inclusief de zijkant van de kop is helder oranje tot rood gekleurd met enkele dunne witomzoomde zwarte verticale strepen. Het bovenste deel van de nek en de keel zijn zwart met enkele kleine witte vlekjes en de buik is oranjerood. Sommige exemplaren hebben een overwegend zwarte kleur, met bloedrode flanken en een donkerbruine rug.

## Levenswijze
Het voedsel bestaat uit insecten en andere ongewervelden maar ook wel plantendelen als bladeren en fruit worden gegeten. Deze nachtactieve hagedis leeft in de strooisellaag van bossen en kan bij een aanval van een predator zijn staart afwerpen, die later weer aangroeit. Daarnaast kan de skink een zeer pijnlijke beet geven als het dier wordt vastgepakt. Een legsel bestaat meestal uit 8 eieren, die worden afgezet in bladstrooisel of rottend hout. Fernands riopa wordt ongeveer zes jaar oud, in gevangenschap gehouden dieren kunnen waarschijnlijk twintig jaar oud worden.